# Kärsämäki
Kärsämäki es una ciudad fundada en 1869 en Finlandia.
La ciudad está ubicada en la región de Ostrobotnia del Norte. Comparte una población de 2.684 (2015) y una superficie de 700,91 km²(de los cuales 4,96 km² es agua). La densidad es de 3.86 hab/km².
- Wikimedia Commons alberga una categoría multimedia sobre Kärsämäki.

- Datos: Q992393
- Multimedia: Kärsämäki / Q992393